# Tipula (Sinotipula) sacajawea
Tipula (Sinotipula) sacajawea is een tweevleugelige uit de familie langpootmuggen (Tipulidae). De soort komt voor in het Nearctisch gebied.